# Équipe de Belgique masculine de basket-ball
Cet article traite de l'équipe masculine. Pour l'équipe féminine, voir Équipe de Belgique féminine de basket-ball.
 (août 2025).
Si vous disposez d'ouvrages ou d'articles de référence ou si vous connaissez des sites web de qualité traitant du thème abordé ici, merci de compléter l'article en donnant les références utiles à sa vérifiabilité et en les liant à la section « Notes et références ».
Maillots
L'équipe de Belgique masculine de basket-ball est l'équipe nationale qui représente la Belgique dans les compétitions internationales masculine de basket-ball. Elle est placée sous l'égide la Fédération belge de basket-ball (Basketball Belgium). La Belgique est membre de la FIBA depuis 1933. Son surnom est "Belgian Lions", ce qui signifie « Lions belges ».
La Belgique a participé à dix-huit éditions du championnat d'Europe dont la première édition en 1935. L'équipe a connu une participation régulière jusqu'à la fin des années 1960 et a obtenu son meilleur classement au championnat de 1947 (4e). Entre années 1980 et 2010, la Belgique ne s'est qualifiée qu'une seule fois en 1993. Entre 2011 et 2022 la Belgique a retrouvé de la constance en se qualifiant pour chaque édition du championnat d'Europe.
La participation de la Belgique à des compétitions mondiales majeures ne se limite qu'à trois éditions des Jeux olympiques entre 1936 et 1952, son meilleur classement ayant été obtenu aux Jeux de 1948 (11e). La Belgique n'a jamais pris part à la coupe du monde.

## Histoire

### Les premières année (1920-1950)
- Si vous ne connaissez pas le sujet, laissez ce bandeau (vous pouvez alors contacter les auteurs).
- Si vous supprimez le contenu mis en cause (vous pouvez préalablement contacter les auteurs),

argumentez précisément cette suppression dans la page de discussion
(un manque de référence n'est pas un argument ; une recherche réelle de référence doit avoir été effectuée, être formellement documentée).
La Belgique a joué son premier match officiel le 6 mai 1928, une défaite 17-31 contre la France à Bruxelles. La Belgique est devenue membre de la FIBA en 1933. En 1935, la Belgique a participé au premier Championnat d'Europe masculin de basket-ball. Lors de son premier match du tournoi, la Belgique a été battue par l'Espagne 25-17. Après cette défaite, la Belgique n'a pas pu se qualifier pour les demi-finales et a terminé le reste de la compétition en phase de classement.
Aux Jeux olympiques de 1936, la Belgique a été rapidement éliminée, après avoir affiché un bilan de (0-2) lors de son passage dans le tournoi. Dix ans plus tard, la Belgique est réapparue sur la scène internationale à l'EuroBasket 1946. En entrant dans la compétition, l'équipe nationale a perdu ses deux seuls matchs du tour préliminaire, ce qui l'a envoyée en phase de classement. Là, la Belgique a remporté une victoire contre la Pologne 22-39. L'équipe remporte une victoire de plus, contre le Luxembourg, pour terminer l'événement à la septième place. Un an plus tard, la Belgique est de retour au niveau continental pour l'EuroBasket 1947. Après avoir perdu son premier match du tournoi contre l'Égypte, l'équipe nationale se retourne pour vaincre lourdement l'Albanie 114-11. Lors de son dernier match du tour préliminaire, la Belgique gagne à nouveau, cette fois contre l'Italie pour se qualifier. La Belgique ouvre la deuxième phase de groupe de la compétition avec une victoire sur la France 26-27. Cependant, l'équipe termine quatrième (2-2) pour le reste de l'événement, y compris le tour de classement. Aux Jeux olympiques de 1948, la Belgique ne parvient pas à dépasser la phase préliminaire et est une fois de plus reléguée au tour de classement pour terminer l'événement.
En 1950, la Belgique participe à un tournoi européen de qualification pour la première Coupe du monde FIBA. En fin de compte, l'équipe manque la compétition, après de courtes défaites contre l'Espagne et la Yougoslavie. L'année suivante, la Belgique participe à l'EuroBasket 1951, où elle reste invaincue lors du tour préliminaire (3-0). Cependant, l'équipe subit un renversement complet de ses résultats lors du tour des quarts de finale, perdant ses trois matchs et étant renvoyée en phase de classement pour terminer le tournoi.

## Résultats

### Palmarès
| Compétitions mondiales                             | Compétitions continentales |
| -------------------------------------------------- | -------------------------- |
| - Jeux olympiques - Néant - Coupe du monde - Néant | - EuroBasket - Néant       |

### Résultats dans les grandes compétitions

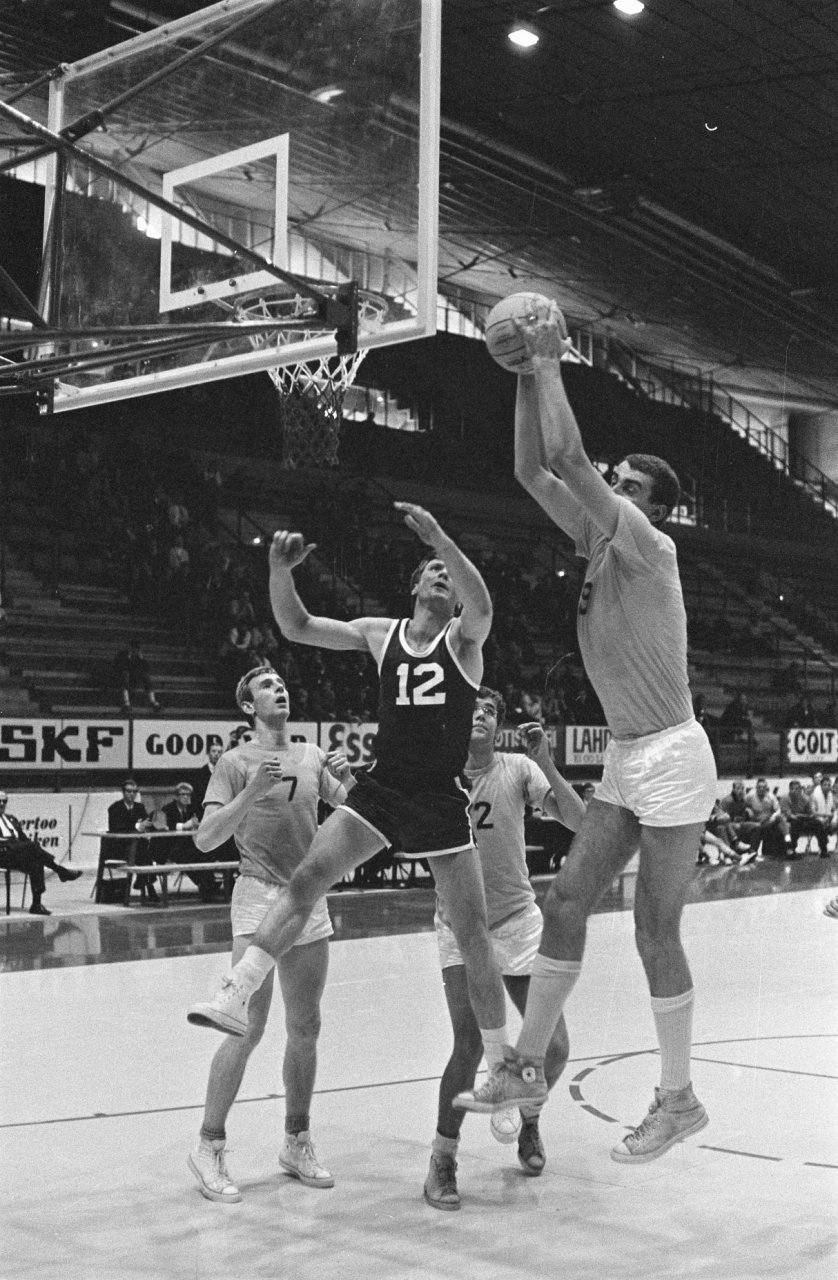
Contre les Pays-Bas à l'EuroBasket 1967

| Jeux olympiques      | Championnat du monde | Championnat d'Europe | Championnat d'Europe |
| -------------------- | -------------------- | -------------------- | -------------------- |
| -                    | -                    | 1935 : 6e            | 1935 : 6e            |
| 1936 : 19e           | -                    | 1937 : non qualifiée | 1939 : non qualifiée |
| -                    | -                    | 1946 : 7e            | 1947 : 4e            |
| 1948 : 11e           | 1950 : non qualifiée | 1949 : non qualifiée | 1951 : 7e            |
| 1952 : 17e           | 1954 : non qualifiée | 1953 : 10e           | 1955 : non qualifiée |
| 1956 : non qualifiée | 1959 : non qualifiée | 1957 : 12e           | 1959 : 7e            |
| 1960 : non qualifiée | 1963 : non qualifiée | 1961 : 8e            | 1963 : 8e            |
| 1964 : non qualifiée | 1967 : non qualifiée | 1965 : non qualifiée | 1967 : 15e           |
| 1968 : non qualifiée | 1970 : non qualifiée | 1969 : non qualifiée | 1971 : non qualifiée |
| 1972 : non qualifiée | 1974 : non qualifiée | 1973 : non qualifiée | 1975 : non qualifiée |
| 1976 : non qualifiée | 1978 : non qualifiée | 1977 : 8e            | 1979 : 12e           |
| 1980 : non qualifiée | 1982 : non qualifiée | 1981 : non qualifiée | 1983 : non qualifiée |
| 1984 : non qualifiée | 1986 : non qualifiée | 1985 : non qualifiée | 1987 : non qualifiée |
| 1988 : non qualifiée | 1990 : non qualifiée | 1989 : non qualifiée | 1991 : non qualifiée |
| 1992 : non qualifiée | 1994 : non qualifiée | 1993 : 12e           | 1995 : non qualifiée |
| 1996 : non qualifiée | 1998 : non qualifiée | 1997 : non qualifiée | 1999 : non qualifiée |
| 2000 : non qualifiée | 2002 : non qualifiée | 2001 : non qualifiée | 2003 : non qualifiée |
| 2004 : non qualifiée | 2006 : non qualifiée | 2005 : non qualifiée | 2007 : non qualifiée |
| 2008 : non qualifiée | 2010 : non qualifiée | 2009 : non qualifiée | 2011 : 21e           |
| 2012 : non qualifiée | 2014 : non qualifiée | 2013 : 9e            | 2015 : 13e           |
| 2016 : non qualifiée | 2019 : non qualifiée | 2017 : 19e           | 2022 : 14e           |
| 2020 : non qualifiée | 2023 : non qualifiée | 2025 :               |                      |
| 2024 : non qualifiée | 2027 :               |                      |                      |

## Équipe actuelle
Effectif de la Belgique à l'Eurobasket 2022.

## Records

### Sélections
Le tableau suivant représente les joueurs sélectionnés plus de cent fois en équipe de Belgique masculine de basketball (màj. 4 août 2025) :
| Joueur                  | Sélections |
| ----------------------- | ---------- |
| Jonathan Tabu           | 138        |
| Christophe Beghin       | 137        |
| Axel Hervelle           | 134        |
| Jef Eygel               | 133        |
| Maxime De Zeeuw         | 125        |
| Guy Muya                | 121        |
| Sam Van Rossom          | 121        |
| John Loridon            | 119        |
| Roel Moors              | 116        |
| Lucien Van Kersschaever | 109        |
| Rik Samaey              | 109        |
| René Aerts              | 105        |
| Jean-Marc Mwema         | 104        |
| Piet Van Hulle          | 103        |

## Personalités

### Sélectionneurs
- 1945-1956 :  Raymond Briot
- 1961-1979 :  René Mol
- 1979-1987 :  Roland Vergeylen
- 1989-1993 :  Tony Van den Bosch (nl)
- 1993-1997 :  Tony Souveryns
- 1997 0000 :  Mirko Novosel
- 1997-1998 :  Vlade Đurović
- 1998-2002 :  Tony Van den Bosch (nl)
- 2002-2005 :  Giovanni Bozzi
- 2005-2018 :  Eddy Casteels
- 2018-0000 :   Dario Gjergja

### Joueurs marquants

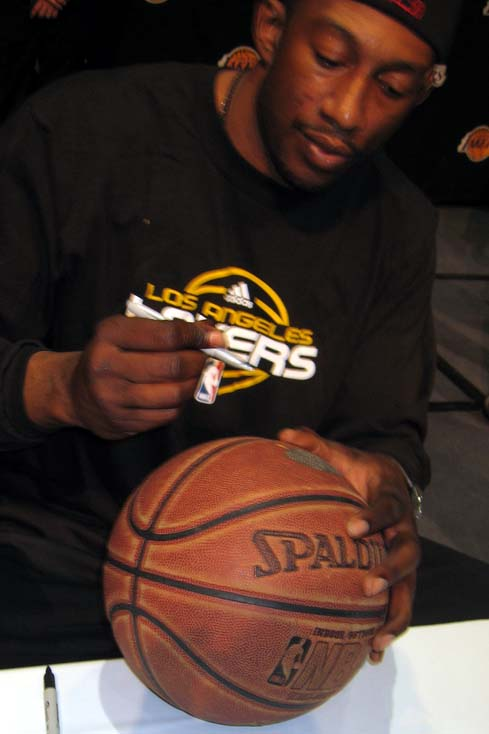
Didier Mbenga

- Eddy Terrace [4]
- René Aerts
- Ronny Bayer
- Christophe Beghin
- Marc Deheneffe
- Axel Hervelle
- Jean-Marc Jaumin
- Dimitri Lauwers
- Didier Mbenga
- Rik Samaey
- Thomas van den Spiegel
- Jacques Stas
- Lionel Bosco
- Eric Struelens
- Jef Eygel
- Olivier Rorive
- Guy Muya